# Tyrlaching
Tyrlaching es un municipio situado en el distrito de Altötting, en el estado federado de Baviera (Alemania), con una población a finales de 2016 de unos 947 habitantes.
Se encuentra ubicado al sureste del estado, en la región de Alta Baviera, cerca de la frontera con Austria. 

## Geografía
Tyrlaching está situado en el extremo norte de la histórica región de Rupertiwinkel, cerca de la frontera con Austria. Es el municipio más meridional del distrito, situado en el límite con el distrito de Traunstein. El término municipal comprende la colina Rainbichl, con 544 metros (1785 pies), el punto más alto del distrito de Altötting, que ofrece una vista panorámica de la cadena montañosa de los Alpes Calcáreos Septentrionales al sur. 